# Fußball-Südostasienmeisterschaft der Frauen
Die Fußball-Südostasienmeisterschaft der Frauen (englisch ASEAN Football Women's Championship) ist ein regionaler Frauen-Fußball-Wettbewerb zwischen den ASEAN-Staaten, der seit 2004 alle zwei Jahre, zuletzt jährlich, ausgetragen wird. Ausrichter ist die ASEAN Football Federation (AFF), eine Unterorganisation der Asian Football Confederation (AFC). Der erste Wettbewerb 2004 hatte noch inoffiziellen Charakter. 2009 wurde das Turnier als U16-, 2014 als U19-Wettbewerb ausgetragen.

## Erstteilnahmen
Folgend alle Nationalmannschaften, die bisher an diesem Turnier teilgenommenen haben.
- Fett geschriebene Mannschaften wurden bei ihrer ersten Teilnahme Südostasienmeister.
- Kursiv geschriebene Mannschaften waren bei ihrer ersten Teilnahme Ausrichter.
- Mannschaften in Klammern nahmen unter einem anderen Namen zum ersten Mal teil.

| Jahr | Erstteilnehmer       | Erstteilnehmer       | Erstteilnehmer       | Erstteilnehmer       |
| ---- | -------------------- | -------------------- | -------------------- | -------------------- |
| 2004 | Indonesien           | Malediven            | Myanmar              | Philippinen          |
| 2004 | Singapur             | Thailand (U-19)      | Vietnam              | ( Vietnam B)         |
| 2006 | Chinesisch Taipeh    | ( Thailand)          |                      |                      |
| 2007 | Laos                 | Malaysia             |                      |                      |
| 2008 | Australien           |                      |                      |                      |
| 2011 | keine Erstteilnehmer | keine Erstteilnehmer | keine Erstteilnehmer | keine Erstteilnehmer |
| 2012 | keine Erstteilnehmer | keine Erstteilnehmer | keine Erstteilnehmer | keine Erstteilnehmer |
| 2013 | ( Australien (U-20)) | Japan (U-23)         | Jordanien            |                      |
| 2015 | keine Erstteilnehmer | keine Erstteilnehmer | keine Erstteilnehmer | keine Erstteilnehmer |
| 2016 | Osttimor             |                      |                      |                      |
| 2018 | Kambodscha           |                      |                      |                      |
| 2019 | keine Erstteilnehmer | keine Erstteilnehmer | keine Erstteilnehmer | keine Erstteilnehmer |
| 2022 | Australien (U-23)    | Australien (U-23)    | Australien (U-23)    | Australien (U-23)    |

## Die Turniere im Überblick
| Jahr         | Gastgeber             | Finale            | Finale              | Finale            | Spiel um Platz drei | Spiel um Platz drei | Spiel um Platz drei |
| Jahr         | Gastgeber             | Sieger            | Ergebnisse          | Zweiter Platz     | Dritter Platz       | Ergebnisse          | Vierter Platz       |
| ------------ | --------------------- | ----------------- | ------------------- | ----------------- | ------------------- | ------------------- | ------------------- |
| 2004 Details | Vietnam (inoffiziell) | Myanmar           | 2:2 n. V. 4:2 i. E. | Vietnam (B)       | Vietnam             | 4:1                 | Indonesien          |
| 2006 Details | Vietnam               | Vietnam           | Ligasystem          | Chinese Taipei    | Thailand            | Ligasystem          | Myanmar             |
| 2007 Details | Myanmar               | Myanmar           | 1:1 n. V. 4:1 i. E. | Thailand          | Vietnam             | 6:0                 | Malaysia            |
| 2008 Details | Vietnam               | Australien        | 1:0                 | Vietnam           | Thailand            | 3:0                 | Myanmar             |
| 2009 Details | Myanmar (U16)         | Australien        | 8:0                 | Thailand          | Vietnam             | 3:0                 | Myanmar (A)         |
| 2011 Details | Laos                  | Thailand          | 3:0                 | Myanmar           | Vietnam             | 6:0                 | Laos                |
| 2012 Details | Vietnam               | Vietnam           | 0:0 n. V. 4:3 i. E. | Myanmar           | Thailand            | 14:1                | Laos                |
| 2013 Details | Myanmar               | Japan (U23)       | 1:1 n. V. 5:3 i. E. | Australien (U-20) | Vietnam             | 3:1                 | Myanmar             |
| 2014 Details | Thailand (U19)        | Thailand          | 0:0 n. V. 5:3 i. E. | Vietnam           | Myanmar             | 5:0                 | Singapur            |
| 2015 Details | Vietnam               | Thailand          | 3:2                 | Myanmar           | Australien (U-20)   | 4:3                 | Vietnam             |
| 2016 Details | Myanmar               | Thailand          | 1:1 n. V. 6:5 i. E. | Vietnam           | Myanmar             | 1:0                 | Australien (U-20)   |
| 2018 Details | Indonesien            | Thailand          | 3:2                 | Australien (U-20) | Vietnam             | 3:0                 | Myanmar             |
| 2019 Details | Thailand              | Vietnam           | 1:0 n. V.           | Thailand          | Myanmar             | 3:0                 | Philippinen         |
| 2022 Details | Philippinen           | Philippinen       | 3:0                 | Thailand          | Vietnam             | 4:3                 | Myanmar             |
| 2025 Details | Philippinen           | Australien (U-23) | 1:0                 | Myanmar           | Vietnam             | 3:1                 | Thailand            |

### Rangliste
| Rang | Land                                | Titel | Jahr(e)                      | 2. Pl. | 3. Pl. | 4. Pl. |
| ---- | ----------------------------------- | ----- | ---------------------------- | ------ | ------ | ------ |
| 1    | Thailand                            | 5     | 2011, 2014, 2015, 2016, 2018 | 4      | 3      | 1      |
| 2    | Vietnam                             | 3     | 2006, 2012, 2019             | 4      | 8      | 1      |
| 3    | / Myanmar                           | 2     | 2004, 2007                   | 4      | 3      | 6      |
|      | Australien (U-20) Australien (U-23) | 3     | 2008 (Gast), 2009 2025       | 2 /    | 1 /    | 1 /    |
| 5    | Japan (U-23)                        | 1     | 2013 (Gast)                  | /      | /      | /      |
| 6    | Philippinen                         | 1     | 2022                         | /      | /      | 1      |
| 7    | Chinesisch Taipeh                   |       |                              | 1      | /      | /      |
| 8    | Laos                                |       |                              | /      | /      | 2      |
| 9    | Indonesien                          |       |                              | /      | /      | 1      |
|      | Malaysia                            |       |                              | /      | /      | 1      |
|      | Singapur                            |       |                              | /      | /      | 1      |